# Педерсдоттер, Анна
Анна Педерсдоттер (норв. Anne Pedersdotter, ум. 7 апреля 1590) — норвежская женщина, обвинённая в колдовстве. Её случай стал одним из самых задокументированных из многих судебных процессов над ведьмами в Норвегии в XVI и XVII веках. Вместе с Лисбет Нюпан она является, пожалуй, самой известной жертвой подобного обвинения в Норвегии.

## Биография
Анна Педерсдоттер родилась в норвежском городе Тронхейм. Она была дочерью чиновника и сестрой другого чиновника из Тронхейма, Сёрена Педерсена. В 1552 году она вышла замуж за Абсалона Педерсена Бейера (1528—1575), лютеранского священника и профессора теологии в городе Берген, в котором супруги и жили.
В 1575 году Анну обвинили в том, что она с помощью колдовства убила дядю своего мужа, епископа Йебле Педерсена, чтобы её муж занял его место. С неё были сняты эти обвинения благодаря связям её мужа, так как тот сумел добиться её помилования от короля Дании. Через год после этого Анна стала богатой вдовой, освобождённой от налогов королем. Однако после того, как её обвинили в колдовстве, она приобрела репутацию ведьмы. Анна жила изолированно, а на слухи реагировала враждебно и ругалась с людьми. С годами этих слухов становилось всё больше.
В марте 1590 года её обвинили во второй раз. Анна отказалась присутствовать на суде и была доставлена туда силой. Во время суда её обвинили в том, что она убила шесть человек, сделав их больными с помощью магии. Свидетелями выступали её друзья и соседи. Её служанка Элина обвинила её в том, что она использовала её в качестве верховой лошади на шабаше ведьм, на котором те планировали сжечь город. Другие утверждали, что видели её в окружении демонов.
Во время судебного разбирательства Анна, по некоторым сообщениям, проявляла «силу воли, ясное видение и ловкость». На обвинение в убийстве ребёнка она ответила: «многие дети умирают в городе, я не убила их всех». Несмотря на протесты некоторых священнослужителей Бергена, Анна была приговорена к смертной казни. В Норвегии ведьм обычно сжигали заживо, и Анна также была приговорена к нему. По дороге на казнь она несколько раз прокричала о своей невиновности.
Анна Педерсдоттер была сожжена заживо на костре в городе Бергене 7 апреля 1590 года. Её случай считается отправной точкой для многих процессов над ведьмами в Норвегии (Trolldomssakene i Norge) в XVII веке.

## Признание
«Анна Педерсдоттер», драма в четырёх действиях норвежского драматурга Ганса Вирс-Йенсена, была поставлена в 1909 году. Она в свою очередь послужила вдохновением для оперы итальянского композитора Отторино Респиги «Пламя» (1934) и фильма «День гнева» (1943) датского режиссёра Карла Теодора Дрейера. Она также стала героиней оперы «Анна Педерсдоттер» норвежского композитора Эдварда Флифлета Брейна с либретто Ганса Кристиансена. В 1977 году был опубликован роман норвежской писательницы Веры Хенриксен, в котором были представлены некоторые детали истории Анны Педерсдоттер.
Памятный камень под названием «Камень ведьмы» (Heksesteinen på Nordnes) был установлен в качестве памятника жертвам судебных процессов над ведьмами в Норвегии. Он был открыт 26 июня 2002 года в Норднеспаркене, расположенном в бергенском районе Норднес. Надпись переводится как «350 жертвам сожжений на кострах из-за судебных ошибок 1550—1700 гг.»
.
Норвежская группа «Kvelertak» написала песню под названием «Heksebrann» для своего альбома «Nattesferd» 2016 года. Обстоятельства, связанные с Анной Педерсдоттер, описаны в этой песне.

## Дополнительные источники
- Gilje, Nils (2003) Heksen og humanisten : Anne Pedersdatter og Absalon Pederssøn Beyer (Bergens historiske forenings) ISBN 978-82-45010-54-1
- Hagen, Rune Blix (2003) Hekser. Fra forfølgelse til fortryllelse (Oslo: Humanist Forlag AS) ISBN 978-82-92622-63-6
- Willumsen, Liv Helene (2013) Witches of the North. Scotland and Finnmark (Boston, MA Brill) ISBN 978-9004252912
- Pavlac, Brian A. (2010) Witch Hunts in the Western World (University of Nebraska Press Bison Books) ISBN 978-0803232907